# Juan Antonio Menéndez Fernández
Juan Antonio Menéndez Fernández (ur. 6 stycznia 1957 w Villamarín de Salcedo, zm. 15 maja 2019 w Astorga) – hiszpański duchowny katolicki, biskup Astorgi w latach 2015–2019.

## Życiorys
Święcenia kapłańskie otrzymał 10 maja 1981 i został inkardynowany do archidiecezji Oviedo. Przez dziesęć lat pracował duszpastersko w różnych parafiach archidiecezji. W 1991 został wikariuszem biskupim dla jej wschodniej części, w 2001 wikariuszem generalnym, a w 2011 wikariuszem biskupim do spraw sądowych.
26 kwietnia 2013 papież Franciszek mianował go biskupem pomocniczym archidiecezji Oviedo, ze stolicą tytularną Nasai. Sakry udzielił mu 8 czerwca 2013 metropolita Oviedo - arcybiskup Jesús Sanz Montes.
18 listopada 2015 został mianowany biskupem ordynariuszem diecezji Astorga.
Zmarł 15 maja 2019 na atak serca.